# 아제르바이잔쥐닮은햄스터
아제르바이잔쥐닮은햄스터 또는 우랄쥐닮은햄스터(Calomyscus urartensis)는 칼로미스쿠스과에 속하는 설치류의 일종이다. 중간 크기의 쥐를 닮은 햄스터로 아제르바이잔 나히체반 자치 공화국부터 이란령 아제르바이잔 북서부 지역까지 분포한다.